# Five Lakes Valley
Das Five Lakes Valley (englisch für Fünf-Seen-Tal) ist ein langes Tal im Norden des Grahamlands auf der Antarktischen Halbinsel. Auf der Trinity-Halbinsel liegt es parallel zur Hope Bay zwischen Mount Flora und den Scar Hills.
Polnische Wissenschaftler benannten es 1999 nach den hier befindlichen fünf Süßwasserseen, zu denen Lake Hope und Lake Boeckella zählen.